# Гани (буква)
Гани (გ, груз. განი) — третья буква грузинского алфавита.

## Использование
В грузинском языке обозначает звук [ɡ]. Числовое значение в изопсефии — 3 (три).
Также используется в грузинском варианте лазского алфавита, используемом в Грузии. В латинице, используемой в Турции, ей соответствует g.
Ранее использовалась в абхазском (1937—1954) и осетинском (1938—1954) алфавитах на основе грузинского письма, после их перевода на кириллицу в обоих случаях была заменена на г.
Во всех системах романизации грузинского письма передаётся как g. В грузинском шрифте Брайля букве соответствует символ ⠛ (U+281B).

### Лексика

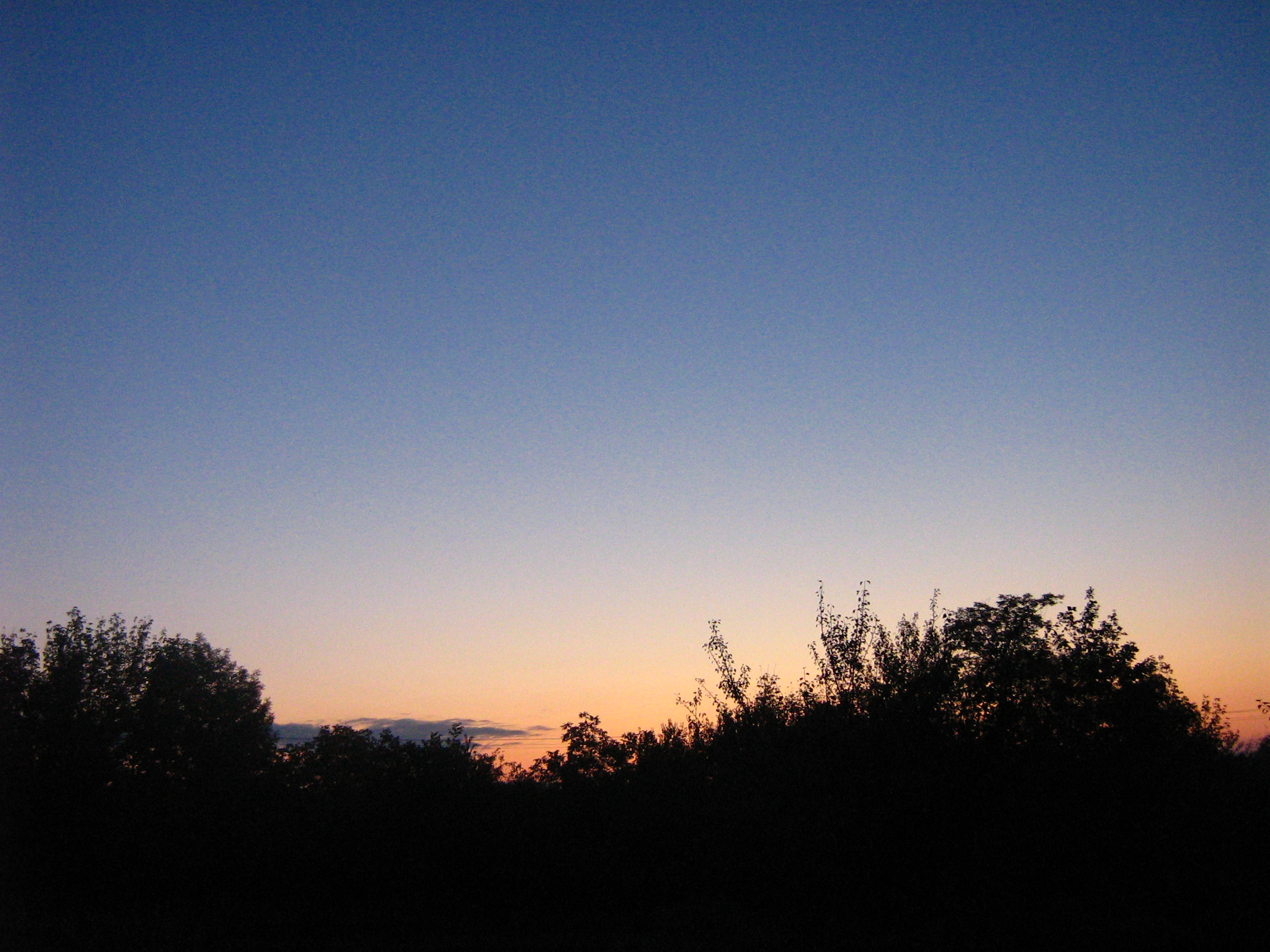
გათენება (гатенеба) — рассвет
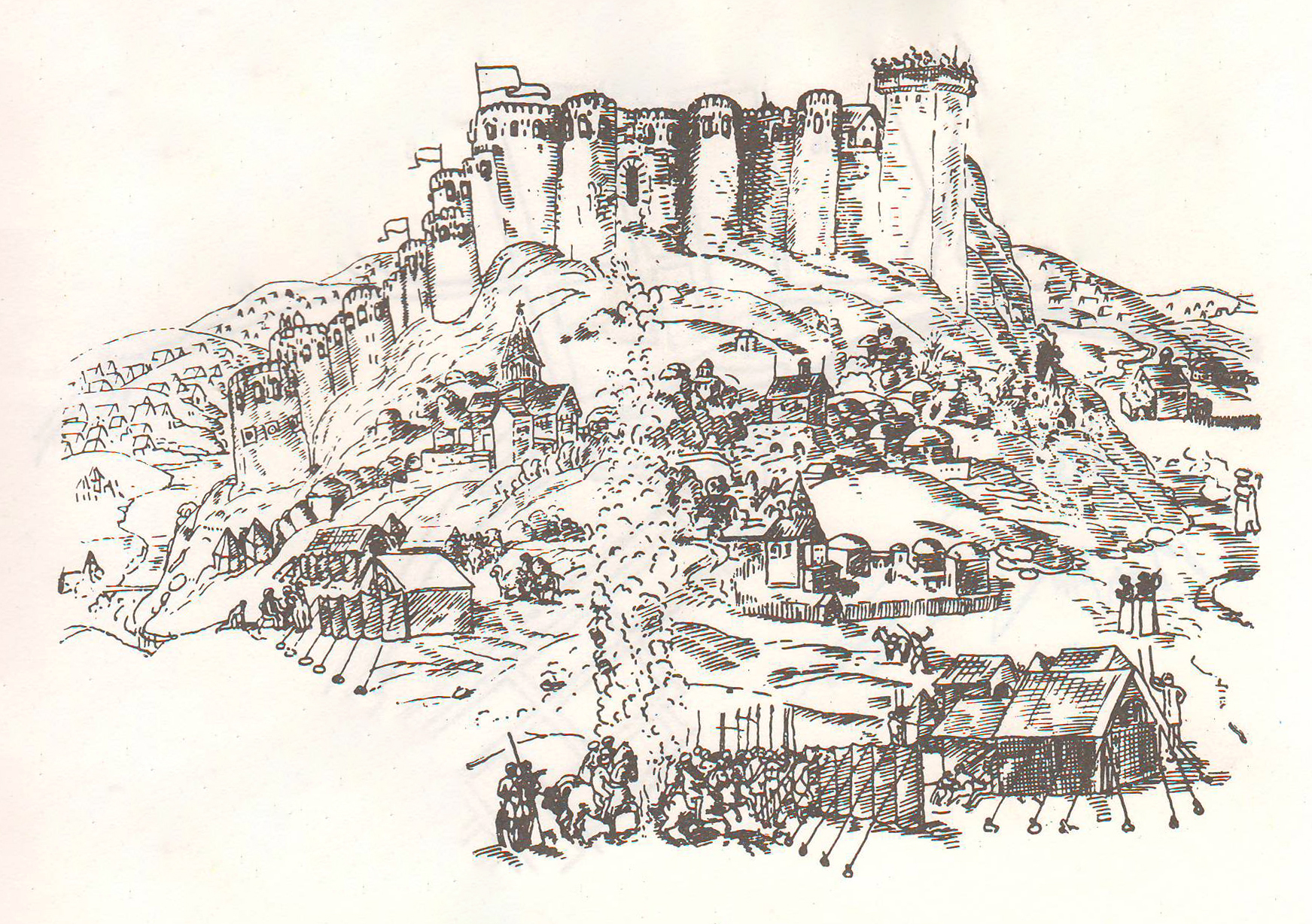
გორი (Гори) — город в Грузии

## Написание
| Асомтаврули | Нусхури | Мхедрули |
| ----------- | ------- | -------- |
|             |         |          |

## Кодировка
Гани асомтаврули и гани мхедрули включены в стандарт Юникод начиная с самой первой его версии (1.0.0) в блоке «Грузинское письмо» (англ. Georgian) под шестнадцатеричными кодами U+10A2 и U+10D2 соответственно.
Гани нусхури была добавлена в Юникод в версии 4.1 в блок «Дополнение к грузинскому письму» (англ. Georgian Supplement) под шестнадцатеричным кодом U+2D02; до этого она была унифицирована с гани мхедрули.
Гани мтаврули была включена в Юникод в версии 11.0 в блок «Расширенное грузинское письмо» (англ. Georgian Extended) под шестнадцатеричным кодом U+1C92.